# لوئیس خاویر لوکین
لوئیس خاویر لوکین (اسپانیایی: Luis Javier Lukin‎؛ زادهٔ ۵ اوت ۱۹۶۳) دوچرخه‌سوار اهل اسپانیا است. وی در مسابقات تور دو فرانس و جیرو دیتالیا شرکت کرده است.